# Phorocera scutellata
Phorocera scutellata là một loài ruồi trong họ Tachinidae.